# Celeste West
Celeste (Celestia) West (24 de noviembre de 1942 – 3 de enero de 2008) fue una bibliotecaria y autora lesbiana estadounidense, conocida por sus puntos de vista alternativos en biblioteconomía y por ser autora de libros sobre sexo lésbico y polifidelidad. Ella misma era poliamorosa.

## Biografía
West nació en Pocatello, Idaho. Se licenció en Periodismo por la Universidad Estatal de Portland, y obtuvo un máster en Biblioteconomía por la Universidad de Rutgers en 1968. A continuación se trasladó a San Francisco, donde trabajó en la sede del Centro de Referencia del Área de la Bahía de la Biblioteca Pública de San Francisco.  Fue la segunda editora de su revista, Synergy, que ganó dos premios de la ALA pero perdió su financiación en 1973 después de que West publicara una fotografía poco favorecedora de Richard Nixon.
En 1972, West cofundó Booklegger Press, la primera editorial de bibliotecas estadounidense propiedad de una mujer, junto con su socia en aquel momento, la bibliotecaria Sue Critchfield, y Valerie Wheat. La primera publicación de la editorial fue una antología editada por West y Elizabeth Katz titulada Revolting Librarians. La antología, que describía los prejuicios en las prácticas bibliotecarias contemporáneas y proponía modelos bibliotecarios alternativos, vendió 15.000 ejemplares en tres años. También publicó la revista bibliotecaria feminista Booklegger Magazine de 1973 a 1976. Entre 1989 y 2006, West trabajó como directora de la biblioteca del Centro Zen de San Francisco.
En 1977, West se asoció al Women's Institute for Freedom of the Press (WIFP), una organización editorial estadounidense sin ánimo de lucro. La organización trabaja para aumentar la comunicación entre las mujeres y conectar al público con formas de medios de comunicación basados en la mujer.